# Ferrer Loureiro
Ferrer Loureiro (1930 - Porto, Janeiro de 1994) foi um empresário, político e engenheiro português.

## Biografia
Engenheiro mecânico de profissão, fez parte do conselho de administração da Sociedade de Transportes Colectivos do Porto. Dedicou-se à arqueologia industrial, tendo cooperado no Museu dos Transportes e Comunicações e foi um dos principais estimuladores da fundação do Museu do Carro Eléctrico, para o qual participou no restauro e preservação de material circulante dos Eléctricos do Porto que se encontrava abatido.
Foi deputado e presidente da Assembleia Municipal e líder da bancada social democrata na Câmara Municipal do Porto, conselheiro nacional do Partido Social Democrata, e membro do conselho de administração da Sociedade de Transportes Colectivos do Porto.
Morreu em Fevereiro de 1994, com 64 anos, devido a uma doença incurável, tendo sido sepultado no Cemitério de Agramonte, na cidade do Porto.